# Peter Martinussen
Peter Martinussen (født 14. maj 1956, død 11. juni 2022) var konsulent og socialdemokratisk borgmester for Sundheds- og Omsorgsforvaltningen i Københavns Kommune i perioden 1992-2002. Han blev valgt til borgerrepræsentationen i 1986.

## Eksterne kilder og henvisninger
- Om Peter Martinussen på danskekommuner.dk